# Columbia-Eisfeld
Das Columbia-Eisfeld (englisch Columbia Icefield) ist ein ausgedehntes Eisfeld in den kanadischen Rocky Mountains im Banff- und im Jasper-Nationalpark.
Es ist eine der größten Ansammlungen von Eis südlich des Polarkreises. Seine Fläche beträgt 325 km², die Dicke 100 bis 365 m und die jährliche Schneefallmenge bis zu sieben Meter.
Das Eisfeld ist das Nährgebiet von acht großen Gletschern, darunter der Athabasca-, der Castleguard-, der Columbia-, der Dome-, der Stutfield- und der Saskatchewan-Gletscher.
In der Umgebung des Eisfelds befinden sich einige der höchsten Berge der kanadischen Rocky Mountains: der Mount Columbia (3747 m), der North Twin Peak (3684 m), der South Twin Peak (3566 m), der Mount Bryce (3507 m), der Mount Kitchener (3505 m), der Mount Athabasca (3491 m), der Mount King Edward (3490 m), der Snow Dome (3456 m), der Mount Andromeda (3450 m), der Stutfield Peak (3450 m) und der Mount Castleguard (3090 m).
Das Columbia-Eisfeld speist den Ursprung mehrerer Flüsse, darunter der Athabasca River und der North Saskatchewan River. Da es sich auf dem Wasserscheidepunkt der nordamerikanischen kontinentalen Wasserscheide befindet, fließen die verschiedenen Flüsse in den Arktischen Ozean (nach Norden), in die Hudson Bay und damit den Atlantik (nach Osten) und in den Pazifik (nach Süden und Westen).
Über das Columbia-Eisfeld wurde erstmals 1898 von J. Norman Collie und Hermann Woolley nach ihrer Erstbesteigung des Mount Athabasca berichtet.
Ein Teil des Columbia-Eisfelds (der Athabasca- und Teile des Dome- und Stutfield-Gletschers) ist vom Icefields Parkway aus sichtbar. An dieser Stelle befindet sich das Columbia Icefield Centre, ein Touristenzentrum, von dem aus im Sommer geführte Touren mit speziellen Bussen (den Snowcoaches) auf den Athabasca-Gletscher unternommen werden können.